# Claes Källén
Claes Källén (ur. 5 grudnia 1943) – szwedzki curler, brat Christera.
Källén zagrywał ostatnie kamienie w drużynie Toma Schaeffera w sezonie 1969/1970, wtedy też zespół ze sztokholmskiego Stallmästaregårdens Curlingklubb sięgnął po tytuł mistrza Szwecji. Na Mistrzostwach Świata 1970 Szwedzi po meczu dogrywkowym z Amerykanami (Art Tallackson) awansowali do półfinału. Zdobyli brązowe medale przegrywając 7:8 mecz przeciwko reprezentacji Szkocji (Bill Muirhead).

## Drużyna
|           | Czwarty      | Trzeci          | Drugi        | Otwierający   |
| --------- | ------------ | --------------- | ------------ | ------------- |
| 2002/2003 | Claes Källén | Roger Bredin    | Jan Berggren | Tom Berggren  |
| 1969/1970 | Claes Källén | Christer Källén | Sture Lindén | Tom Schaeffer |